# Sterowanie ślizgowe
Sterowanie ślizgowe, sterowanie z ruchem ślizgowym, sterowanie z reżimem ślizgowym (SMC ang. Sliding Mode Control ) – metoda sterowania układami nieliniowymi, która zmienia dynamikę układu nieliniowego poprzez zastosowanie nieciągłego sygnału sterującego, co wymusza „ślizganie się” układu wzdłuż, na wskroś normalnego zachowania systemu.
Takie sterowanie zmiennymi stanu w pętli sprzężenia zwrotnego nie jest ciągłą funkcją czasu – polega na przełączaniu się z jednej struktury ciągłej do innej struktury odpowiedniej dla bieżącej pozycji w przestrzeni zmiennych stanu. Dlatego też sterowanie ślizgowe zalicza się do metod sterowania o zmiennej strukturze. Wielorakie struktury sterowania są projektowane tak, by trajektorie zawsze poruszały się w kierunku obszaru przyległego do innej struktury sterowania, skutkiem czego wynikowa trajektoria istnieje nie tylko w jednej strukturze, przeciwnie – „ślizga się” wzdłuż granic struktur sterowania. Ruch układu polegający na „ślizganiu się” wzdłuż tych granic nazywany jest reżimem ślizgowym (lub ruchem ślizgowym), a geometryczne miejsca składające się z tych granic nazywa się (hiper)płaszczyzną ślizgania. W kontekście nowoczesnej teorii sterowania, każde sterowanie o zmiennej strukturze, w tym sterowanie ślizgowe, można uznać za układ hybrydowy, jako że układ taki „płynie” przez ciągłą przestrzeń zmiennych stanu, ale także przechodzi dyskretnie przez różne tryby sterowania.